# Doerpfeldia cubensis
Doerpfeldia cubensis là một loài thực vật có hoa trong họ Táo. Loài này được Nathaniel Lord Britton mô tả khoa học đầu tiên năm 1920. Năm 1924 Ignatz Urban mô tả chi mới Doerpfeldia và cung cấp mô tả bằng tiếng Latinh cho loài với danh pháp Doerpfeldia cubensis, đồng thời cho rằng nó là Sarcomphalus cubensis của Britton (...fortasse Sarcomphalus cubensis Britton huc spectat).
Việc xếp chi này vào tông Doerpfeldieae dường như là thừa thãi, do nó chỉ chứa 1 chi duy nhất với 1 loài duy nhất. Hiện nay, website của APG gộp cả 3 tông Ampelozizipheae (1 chi, 3 loài), Bathiorhamneae (1 chi, 7 loài) và Doerpfeldieae (1 chi, 1 loài) trong nhóm gọi là Ampeloziziphoids (hay nhóm Ampelozizyphoid).
Chi có quan hệ họ hàng gần nhất với Doerpfeldia là Ampelozizyphus ở vùng nhiệt đới miền bắc Nam Mỹ.

## Phân bố
Loài này được tìm thấy ở miền đông Cuba. Môi trường sống là những bụi rậm ven biển, các tỉnh Oriente, Santa Clara. Mẫu điển hình thu thập từ Punta Piedra, vịnh Nipe, tỉnh Oriente (Britton & Cowell 12486).

## Mô tả
Cây gỗ nhẵn nhụi cao khoảng 10 m, các cành khá mập, cứng, có phần góc cạnh. Lá mọc trên các cựa ngắn, hình elip hoặc hình trứng ngược-hình elip, hơi mọng, dài 1,5-3,5 cm, thuôn tròn hoặc có khía răng cưa ở đỉnh, tù hoặc hơi hẹp ở đáy, gân lá hình lông chim mờ nhạt với cặp gân phía dưới là rõ nhất, gân giữa khá nổi rõ ở mặt dưới, các cuống lá thanh mảnh dài 3-5 mm; cuống quả rất thanh mảnh, dài 8-12 mm; quả hình trứng, dài 6-8 mm, đỉnh nhọn ngắn, dài khoảng 3 lần đài hoa.